# Kartairi
Kartairi és un riu de Tamil Nadu que neix a les muntanyes Nilgiri prop de Utakamand (Ootacamund), capital del districte de Nilgiris, a l'extrem oest de l'estat, i corre cap a la comarca anomenada de Kartairi, descendent a la plana per una sèrie de cascades a Kullar, i desaigua al Bhavani prop de Mettapolliem a 18° 00′ N, 76° 57′ E / 18.000°N,76.950°E. Al costat d'una de les cascades es va originar un poble amb el nom Kartairi, que el 1881 tenia 496 habitants.